# Álison González
Álison Hecnary González Esquivel (Tepic, Nayarit, 31 de enero de 2002) es una futbolista mexicana que juega como delantera. Actualmente es parte del Tigres femenil. Forma parte de la selección de México.

## Biografía
Creció en Tepic, Nayarit con sus padres Héctor González y Sídney Esquivel. Comenzó a jugar al fútbol a los 4 años por influencia de sus abuelos, a quienes dedica todos sus goles. Jugó con niños en el equipo colegial de Coritas y en el Deportivo Coras de Nayarit junto a jóvenes de Cuarta y Quinta División, hasta que finalmente entró a una liga femenina. En 2016, participó en la Olimpiada Nacional y fue campeona en la fase regional. Allí llamó la atención por su juego y la invitaron a integrar la selección sub-17.

## Trayectoria
Debutó con Tigres en la Jornada 1 del Torneo Clausura 2018 el viernes 5 de enero de 2018, en el partido ante Club Necaxa Femenil, a quien marcó el segundo gol del 2-0 final.
En el 2019, fichó para el Atlas. En el Torneo Guard1anes 2020, la revista deportiva Once Femenil la incluyó en el Once Ideal de la jornada 13 y 15.

## Selección nacional
En noviembre de 2018 fue convocada para jugar la Copa Mundial Femenina de Fútbol Sub-17 de 2018 con sede en Uruguay. Su debut como mundialista fue en el partido del 13 de noviembre de 2018 ante la Selección de fútbol femenino de Sudáfrica, en el que fue elegida como la jugadora del partido.
González recibió su primera convocatoria a la selección absoluta de México el 25 de enero de 2021, de la mano de la entrenadora Mónica Vergara. Hizo su debut con la selección mayor el 20 de febrero de 2021, en un amistoso contra Costa Rica que ganó México por 3 a 1.
| Mundial                              | Sede    | Partidos | Goles |
| ------------------------------------ | ------- | -------- | ----- |
| Copa Mundial Femenina Sub-17 de 2018 | Uruguay | 3        | 1     |

## Estadísticas
Datos actualizados al 7 de agosto de 2021 (Apertura 2021, Jornada 4).
| UANL · México                                                                                   |               |               |     |    |   |   |   |    |     |    |      |      |
| 1.ª                                                                                             | Cl. 2018      | 12            | 5   | -  | - | - | - | 12 | 5   | -  | 0.41 |      |
| 1.ª                                                                                             | Ap. 2018      | 13            | 6   | -  | - | - | - | 13 | 6   | -  | 0.46 |      |
| Total club                                                                                      | Total club    | 25            | 11  | -  | - | - | - | 25 | 11  | -  | 0.44 |      |
| Atlas · México                                                                                  |               |               |     |    |   |   |   |    |     |    |      |      |
| 1.ª                                                                                             | Cl. 2019      | 16            | 6   | -  | - | - | - | 16 | 6   | -  | 0.37 |      |
| 1.ª                                                                                             | Ap. 2019      | 20            | 8   | -  | - | - | - | 20 | 8   | -  | 0.40 |      |
| 1.ª                                                                                             | Cl. 2020      | 4             | 3   | -  | - | - | - | 4  | 3   | -  | 0.75 |      |
| 1.ª                                                                                             | Ap. 2020      | 19            | 18  | -  | - | - | - | 19 | 18  | -  | 0.94 |      |
| 1.ª                                                                                             | Cl. 2021      | 21            | 19  | -  | - | - | - | 21 | 19  | -  | 0.90 |      |
| 1.ª                                                                                             | Ap. 2021      | 15            | 11  | -  | - | - | - | 15 | 11  | -  | 0.73 |      |
| Total club                                                                                      | Total club    | 95            | 65  | -  | - | - | - | 80 | 58  | -  | 0.72 |      |
| Total carrera                                                                                   | Total carrera | Total carrera | 120 | 76 | - | - | - | -  | 120 | 76 | -    | 0.63 |
| (1) Incluye datos de Copas / Supercopas nacionales. (2) No incluye goles en partidos amistosos. |               |               |     |    |   |   |   |    |     |    |      |      |

## Palmarés

### Títulos nacionales
| Título           | Club              | País   | Año      |
| ---------------- | ----------------- | ------ | -------- |
| Primera División | Tigres de la UANL | México | Cl. 2018 |
| Primera División | Club América      | México | Cl. 2023 |

## Distinciones individuales
| Distinción        | Año      |
| ----------------- | -------- |
| Campeona de goleo | Cl. 2021 |

- En 2021, recibió el premio de la NxGn por ser la tercera mejor futbolista del mundo en la categoría de menores de 19 años, siendo la única latinoamericana en la lista. El premio NxGn es un reconocimiento internacional del medio Goal.com, una red de periodistas que opera en 44 países.[11][12]